# 보험료
보험료는 보험자가 보험사고에 대하여 부담하는 책임에 대한 보수이다. 보험료는 보험금액을 기준으로 하여 위험률에 따라 결정된다. 이것은 보험계약기간을 단위로 하여 위험을 측정하고 그에 따라 보험료가 결정되므로 그 기간의 위험과 보험료와는 불가분으로 연결된다. 따라서 기간 중에 계약이 해지되면 경과기간에 대한 보험료는 반환청구할 수 없고 미경과분에 관하여서는 별도 약정이 없는 한 청구를 할 수 있다(649조).

## 같이 보기
- 보험금액
- 보험료불가분의 원칙